# Ditlenek chloru
Ditlenek chloru, dwutlenek chloru (nazwa Stocka: tlenek chloru(IV)), ClO2 – nieorganiczny związek chemiczny, tlenek chloru na IV stopniu utlenienia. Jest utleniającym biocydem oraz toksyną metaboliczną.

## Właściwości

### Budowa cząsteczki
Cząsteczka ClO2 zawiera jeden niesparowany elektron, jest więc rodnikiem i ma właściwości paramagnetyczne. Oba wiązania chlor-tlen są równocenne i mają charakter pośredni między wiązaniem pojedynczym a podwójnym, przy czym jest zdecydowanie bliższe temu ostatniemu. 

### Właściwości fizyczne
Jest dobrze rozpuszczalny w wodzie (5 razy lepiej niż chlor), po ochłodzeniu z roztworu wypadają kryształy oktahydratu, ClO2·8H2O.

### Właściwości chemiczne
Obok Cl2O należy do dwóch tlenków chloru o względnie dużej trwałości. Jest silnym utleniaczem. W stanie czystym lub w wysokich stężeniach rozkłada się wybuchowo na pierwiastki pod wpływem światła, sprężenia lub po niewielkim ogrzaniu. Można nim manipulować, jeśli jego stężenie w powietrzu nie przekracza 15%. Nie jest bezwodnikiem kwasowym, z wodą reaguje powoli i można go w niej przechowywać oraz transportować bez ryzyka wybuchu; odzyskuje się go przepuszczając przez roztwór strumień powietrza. Z zasadami reaguje dysproporcjonując do ClIII i ClV.

## Otrzymywanie
Ditlenek chloru można otrzymać w reakcji chlorynów z chlorem gazowym, chlorowodorem lub podchlorynem w obecności chlorowodoru:
2NaClO2 + Cl2 → 2ClO2 + 2NaCl
2NaClO2 + 2HCl + NaOCl → 2ClO2 + 3NaCl + H2O
5NaClO2 + 4HCl → 5NaCl + 4ClO2 + 2H2O
Reakcje te stosuje się w warunkach laboratoryjnych, a także w procesach uzdatniania wody na małą skalę.
Inną metodą laboratoryjną jest działanie kwasem siarkowym na chlorany w temperaturze 0 °C. Powstający kwas chlorowy dysproporcjonuje do kwasu nadchlorowego i ClO2:
3HClO3  → 2ClO2↑ + HClO4 + H2O
W warunkach przemysłowych dwutlenek chloru otrzymuje się przez redukcję chloranów w środowisku silnie kwasowym.
HClO3 + HCl → HClO2 + HOCl
HClO3 + HClO2 → 2ClO2 + H2O
HOCl + HCl → Cl2 + H2O
Zbiorniki reakcyjne przedmuchuje się powietrzem w trakcie procesu, aby utrzymać bezpieczne stężenie ditlenku chloru i chloru.

## Zastosowanie
Stosowany do dezynfekcji wody, szczególnie w zwalczaniu bakterii Legionella, ze względu na wysoką skuteczność usuwania biofilmu. Także w przemyśle papierniczym do wybielania papieru. Zabija algi, może być wykorzystany do hamowania zakwitu glonów w zbiornikach wodnych.
Roczna produkcja światowa wynosi około miliona ton.